# Nasz Kłycz
Nasz Kłycz – pismo wydawane w okresie międzywojennym we Lwowie przez Organizację Ukraińskich Nacjonalistów. W październiku 1933 władze administracyjne zawiesiły wydawanie tego czasopisma, zaś jego redaktora naczelnego osadzono w więzieniu.

## Literatura
- Roman Wysocki, Postawa społeczności ukraińskiej w Drugiej Rzeczypospolitej wobec „Wielkiego Głodu” na Ukrainie w latach 1932-1933, UMCS, Lublin 2005.